# Xã Selby, Quận Bureau, Illinois
Xã Selby (tiếng Anh: Selby Township) là một xã thuộc quận Bureau, tiểu bang Illinois, Hoa Kỳ. Năm 2010, dân số của xã này là 2.536 người.